# Église Saint-Martin de Ballots
L'église Saint-Martin est une église dédiée à saint Martin et située à Ballots, en Mayenne.

## Description
L'église a conservé des architectures anciennes, mais elle a été partiellement reconstruite au XIXe siècle. En effet, le second bas-côté et une tour virent le jour, grâce aux plans de l'architecte Renous, en 1859. Nous y découvrons des arcades en granit et, sur le premier bas-côté, des chapiteaux sculptés. La voûte en bois et la charpente apparente abritent cet édifice qui renferme des retables latéraux du XVIIIe siècle, avec statuaire d'origine et une croix processionnelle en cuivre argenté, du XVIIe siècle. 
Les premières traces d'organisation ecclésiastique remontent au début du XIIe siècle. Les parties les plus vieilles qui subsistent appartiendraient à une église du XVe siècle : mur longeant la rue de Paris et piliers avec chapiteaux du même côté.
Quelques dates :
- 1873, démolition du vieux clocher.
- inventaire le lundi 5 mars 1906.
- sa croix est toujours fixée depuis 1925 à l'entrée du presbytère
- 1876, achèvement de la tour et achat de deux cloches
- Les années suivantes, la tribune fut construite et c'est seulement en 1907 qu'on décida l'installation de l'éclairage de l'église avec des lampes à pétrole.
- L'éclairage électrique vint en 1928.

## Sources
« Église Saint-Martin de Ballots », dans Alphonse-Victor Angot et Ferdinand Gaugain, Dictionnaire historique, topographique et biographique de la Mayenne, Laval, A. Goupil, 1900-1910 [détail des éditions] (BNF 34106789, présentation en ligne)